# Tranquillina
Furia Sabinia Traquillina (n. în jurul anului 225 - d. după anul 244) a fost Împărăteasă Romană, soția lui Gordian al III-lea. Ea a fost fiica prefectului pretorienilor, Timesitheus.
În 241, tatăl ei a fost numit prefect al gărzii pretorienilor de către împăratul Gordian al III-lea. În mai 241, Tranquillina s-a căsătorit cu Gordian. Astfel, a devenit împărăteasă și a primit titlul de Augusta. Pe durata domniei soțului ei, Tranquillina și Timesitheus au condus de fapt Imperiul Roman. Inteligența Tranquillinei a sporit admirația poporului. După moartea tatălui său, în 243, prefect a fost numit  Filip Arabul, care, în scurt timp, a devenit împărat al Imperiului Roman, după moartea împăratului Gordian al III-lea.